# Sales de Abraum
Sales de Abraum es el nombre dado a un depósito mixto de sales, incluyendo la halita, carnalita y la kieserita, que se encuentra asociado a la sal de roca en Aschersleben-Staßfurt, Alemania. El término proviene del alemán Abraum-salze, "sales para remover."